# Богорово (Силістринська область)
Бого́рово (болг. Богорово) — село в Силістринській області Болгарії. Входить до складу общини Сілістра.

## Населення
За даними перепису населення 2011 року у селі проживали 74 особи, усі — болгари.
Розподіл населення за віком у 2011 році:
Динаміка населення: